# Target Earth
Target Earth es el decimotercer álbum de estudio de Voivod, editado por Century Media Records el 22 de enero de 2013.
Este trabajo marcó el ingreso del guitarrista Daniel Mongrain, y el regreso del bajista Jean-Yves Thériault, en reemplazo de Jason Newsted.

## Lista de canciones
```
 1- "Target Earth"   	
 2- "Kluskap O'Kom"   	
 3- "Empathy for the Enemy"   	
 4- "Mechanical Mind"   	
 5- "Warchaic"   	
 6- "Resistance"   	
 7- "Kaleidos"   	
 8- "Corps Étranger"   	
 9- "Artefact"   	
10- "Defiance"   	
```

## Personal
- Denis Bélanger (Snake) – voz
- Daniel Mongrain (Chewy) – guitarra
- Jean-Yves Thériault (Blacky) – bajo
- Michel Langevin (Away) – batería